# Корпоративные ценности
Корпоративные ценности (организационные ценности) – это основа корпоративной культуры организации: значимые, общепринятые и разделяемые сотрудниками убеждения и принципы, закрепленные в стандартах и правилах поведения. По словам А.П. Сорокина «Именно ценность служит основой и фундаментом культуры». Подобно тому как личные ценности формируют культуру личности, корпоративные ценности формируют культуру организации.
Ценности регулируют взаимоотношения как внутри организации, так и с внешними контрагентами, в том числе клиентами. Основной функцией ценностных ориентаций внутри компании можно назвать регуляцию поведения сотрудников, так как они являются важным фактором индивидуальной и групповой мотивации. Корпоративные ценности становятся таким регулятором только при условии, что они становятся личными ценностями сотрудника.

## Классификация
Существуют несколько групп корпоративных ценностей согласно А. И. Пригожину:
- Ценности порядка
- Ценности развития
- Ценности отношений
- Ценности благополучия
- Социальные ценности

## Другие определения
«Ценности – ключевая переменная корпоративной культуры, переносимая из поколения в поколение и сохраняющая преемственность…Ценности организации основаны на знаниях и представлениях, которые рассматриваются ими в качестве нерасторжимых с существованием компании, придают значимость, смысл ее функционированию, ориентируют ее действия в изменяющейся среде» [В. Г. Смирнова, 2014].
«Организационные ценности — это концепции или верования, относящиеся к желаемым конечным состояниям или поведению, которые руководят выбором сотрудника при принятии решений или оценке поведения или события, при этом они выходят за рамки конкретных ситуаций» [Schwartz, 1992].
«Организационные ценности — это стандарты, имеющие определенный вес, который принимающие решения лица приписывают альтернативным целям при принятии решений»[Tomsen, 2004; Van der Wal, Huberts, 2007].

## Переход к ценностному управлению организацией
Необходимость введения понятия корпоративных ценностей связана с аксиологизацией управления, что подразумевает использование ценностей в процессе руководства организацией. По результатам исследования, проведенного германскими институтами более 90% руководителей компаний мелкого, среднего  крупного бизнеса оценили вклад ценностей в развитие своих организаций как «высокий» и «очень высокий».
Теория ценностно-ориентированного управления впервые была представлена в трудах Т. Дж. Питерса и Р. Уотермена в 1980-е гг. [Peters, Waterman, 1982]. В их работе ценности является ресурсом развития организации.
После них данную идею развивали Долан и Гарсия [Dolan, Garcia, 2002]. Цель использования корпоративных ценностей они видели в решении трех задач:
- упрощение организационных проблем, возникающих в связи с растущей необходимостью адаптироваться к изменениям на всех уровнях компании;
- указание на стратегическое видение будущего компании;
- обеспечение приверженности каждого сотрудника ежедневной высокоэффективной работе.

## Примеры корпоративных ценностей компаний
В настоящие время очень многие компании открыто публикуют ценности своих компаний.
Следующая система ценностей помогает компании РУСАЛ объединить разрозненные подразделения в единое целое:
- «Уважение личных прав и интересов наших сотрудников, требований клиентов, условий взаимодействия, выдвигаемых деловыми партнерами, обществом.
- Справедливость, предполагающая оплату труда в соответствии с достигнутыми результатами и равные условия для профессионального роста.
- Честность в отношениях и предоставлении информации, необходимой для нашей работы.Эффективность как стабильное достижение максимальных результатов во всем, что мы делаем.
- Мужество противостоять тому, что мы не приемлем, а также брать личную ответственность за последствия собственных решений.
- Забота, проявляемая в нашем стремлении оградить людей от любого вреда для их жизни и здоровья и сохранить окружающую нас среду. * Доверие к сотрудникам, позволяющее делегировать полномочия и ответственность по принятию решений и их реализации.»[4]

Ценности компании ИКЕА:
- Единство или tillsammans — это основа культуры ИКЕА. Каждый из нас важен, каждый будет услышан и каждый вносит свой вклад в общее дело.
- Забота о людях и планете. Наша деятельность и наши товары оказывают влияние на планету. Мы не хотим оставаться в стороне от существующих проблем и стремимся внести вклад в их решение.
- Осознание расходов. Как можно больше людей должны быть в состоянии позволить себе красивый и функциональный дом. Мы постоянно совершенствуемся сами и призываем других добиваться большего при меньших затратах.
- Простота, прямолинейность и практичность — это неотъемлемые составляющие традиций Смоланда. Для нас простота означает всегда оставаться самим собой и реалистично смотреть на вещи. Простота также относится и к тому, как мы выполняем свою повседневную работу, в которой бюрократия — наш главный враг.
- Обновление и улучшение. Что бы мы ни делали сегодня, завтра мы сможем делать это еще лучше. Постоянное стремление к обновлению и улучшению ради многих людей — это одна из основных составляющих нашего успеха.
- Отличие со смыслом. ИКЕА не похожа на другие компании, и мы к этому не стремимся. Отличие со смыслом — это иметь смелость подвергать сомнению существующие решения, думать нестандартно, экспериментировать и не бояться совершать предпринимательские ошибки.
- Брать на себя и делегировать ответственность. Мы уверены, что нужно позволять людям брать на себя ответственность уже в самом начале их работы в ИКЕА. Мы стремимся давать людям больше возможностей, веря в силы и желание тех, кто хочет развиваться.
- Руководство личным примером. Для нас лидерство — это поступки, а не должность. Мы ведем за собой, беря на себя инициативу и становясь источником вдохновения для других."